# Largo Entertainment
Largo Entertainment – amerykańska wytwórnia filmowa założona w sierpniu 1989 roku przez Lawrence’a Gordona.
Wytwórnia należała do japońskiego przedsiębiorstwa JVC, które wspierało ją w inwestycji kosztującej ponad 100 milionów dolarów.
W 2001 roku biblioteka wytwórni została sprzedana firmie Intermedia Films.

## Lista filmów produkcji wytwórni

### 1991
- Na fali (Point Break)
- Wspaniały Louis (The Super)

### 1992
- Obsesja namiętności (Unlawful Entry)
- Dr. Giggles
- Malcolm X
- Druga miłość (Used People)

### 1993
- Sądna noc (Judgment Night)

### 1994
- Ucieczka gangstera (The Getaway)
- Strażnik czasu (Timecop)

### 1996
- Sztorm (White Squall)
- Nieugięci (Mulholland Falls)
- Dziedzictwo (The Proprietor)
- Adrenalina (Adrenalin: Fear the Rush)

### 1997
- Oszołom Show (Meet Wally Sparks)
- Przeklęte ulice (City of Industry)
- Habitat
- Apokalipsa (Omega Doom)
- Teraz albo nigdy (This World, Then the Fireworks)
- Box of Moonlight
- G.I. Jane

### 1998
- Kissing a Fool
- Cień wątpliwości (Shadow of Doubt)
- Łowcy wampirów (Vampires lub John Carpenter's Vampires)
- Prywatne piekło (Affliction)

### 1999
- Mój idol (Finding Graceland)
- Pod presją (Bad Day on the Block)

### 2000
- Szara Sowa (Grey Owl)